# 타슈켄트 타워
타슈켄트 타워(우즈베크어: Toshkent Teleminorasi)는 우즈베키스탄 타슈켄트에 위치한 탑이다. 1985년에 완공된 높이 375m의 방송탑으로 TV신호 송출에 사용된다. 전망대가 318m 높이에 위치해 있다.